# Поліція Польщі
Поліція (пол. Policja Польська вимова: [pɔˈlit͡sja]) — державна силова структура Польщі, відповідальна за охорону правопорядку, безпеку людей, підтримання громадської безпеки та протидію злочинності. Головна ланка правоохоронної системи країни. Створена на підставі Закону про поліцію від 6 квітня 1990 року замість громадянської міліції комуністичних часів. Підпорядковується Міністерству внутрішніх справ та управління Польщі. Керівником поліції Польщі (як її співробітників, так і цивільних працівників цього формування) є начальник Головного управління поліції (Головний комендант поліції).

## Структура

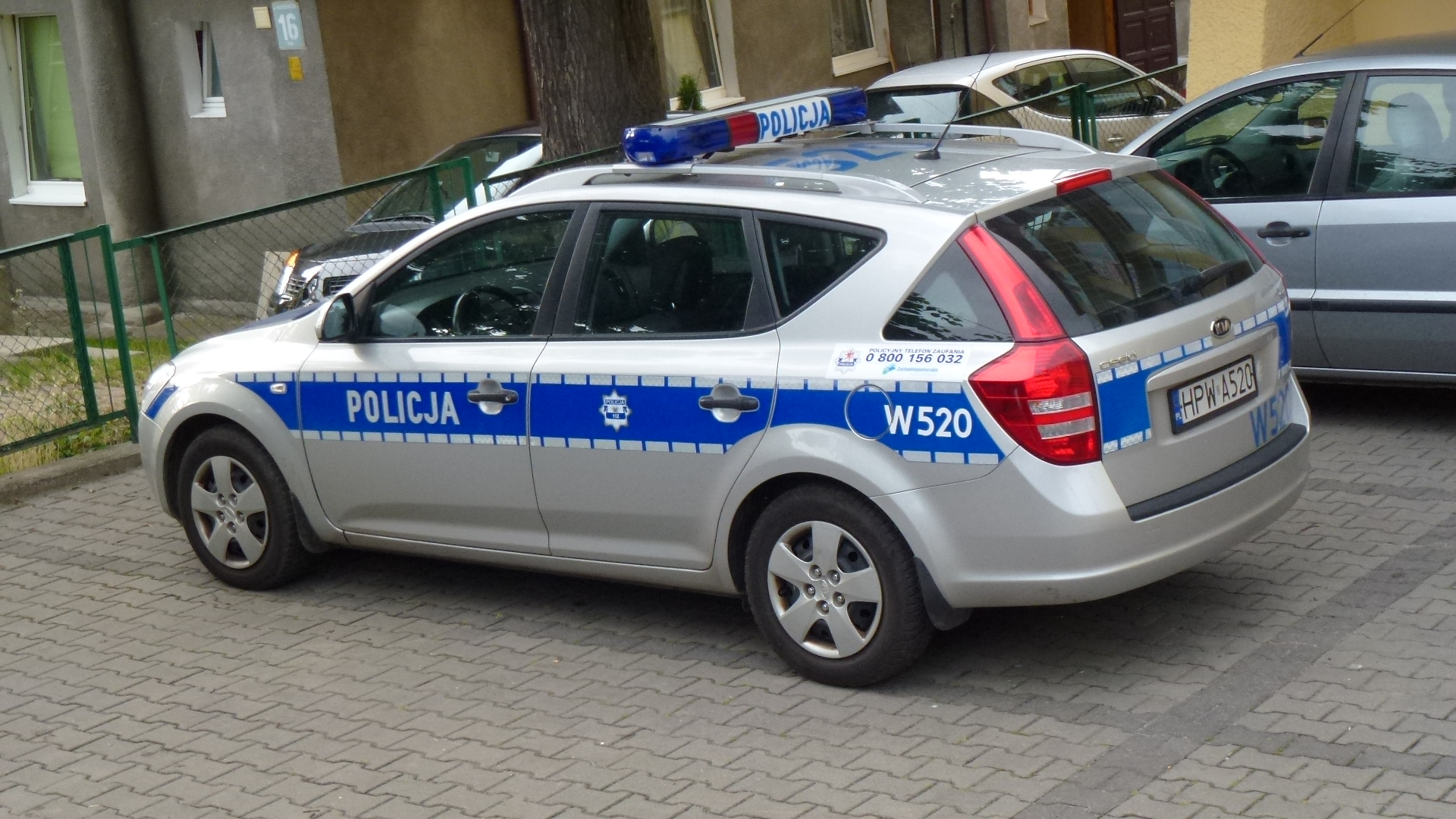
Типовий службовий автомобіль польської поліції

У рамках поліції виділяються окремі служби: кримінальна (відповідальна за розслідування), патрульна, превентивна, допоміжна (в організаційній, логістичній та технічній ділянках), а також підрозділи антитерору.
До складу поліції входять також: карний розшук, Поліційна академія в Щитно, навчальні центри, школи поліції, науково-дослідні інститути та відокремлені превентивні підрозділи. Начальник Головного управління поліції у виправданих випадках має змогу створити іншу службу..
| Управління | Кримінальне | Превентивне | Дорожне | Логістичне | Спецпідрозділи | Карно-розшукове |
| Значки     |             |             |         |            |                |                 |

### Групи швидкого реагування GZR
Для боротьби з організованою злочинністю, затримання особливо небезпечних або озброєних злочинців, а також проведення операцій, де злочинці можуть утримувати заручників, поліція Польщі залучає групи швидкого реагування GZR (Grupy Szybkiego Reagowania).

## Оснащення
Оснащення поліції включає таку вогнепальну зброю:
- Пістолети:
  - Walther P99 (виробляється в Польщі за ліцензією)
  - Glock 17
  - Glock 19
  - Glock 26
  - P-83 Wanad
  - P-64
  - CZ-75 (лімітоване використання)
- Пістолети-кулемети:
  - PM-84 Glauberyt
  - PM-98 Glauberyt
  - H&K MP5 (лімітоване використання)
  - H&K UMP (варіант 9 мм, лімітоване використання)
  - IMI Uzi (лімітоване використання)
  - FN P-90 (лімітоване використання)
- Автоматичні карабіни:
  - АКМС
  - H&K G-36 (лімітоване використання)
  - HK-416 (лімітоване використання в антитерористичних підрозділах)
  - HK-417[7] (лімітоване використання в антитерористичних підрозділах)
- Снайперські гвинтівки:
  - СВД
  - SAKO TRG-21
  - SAKO TRG-22
  - SAKO TRG-42
- Гранатомети:
  - RWGŁ-3
  - AWGŁ-1
  - GL-06
  - HK69
- Рушниці:
  - Mossberg 590
  - Remington 870 MCS
  - Hatsan
  - Benelli M3 (лімітоване використання)

### Повітряні судна

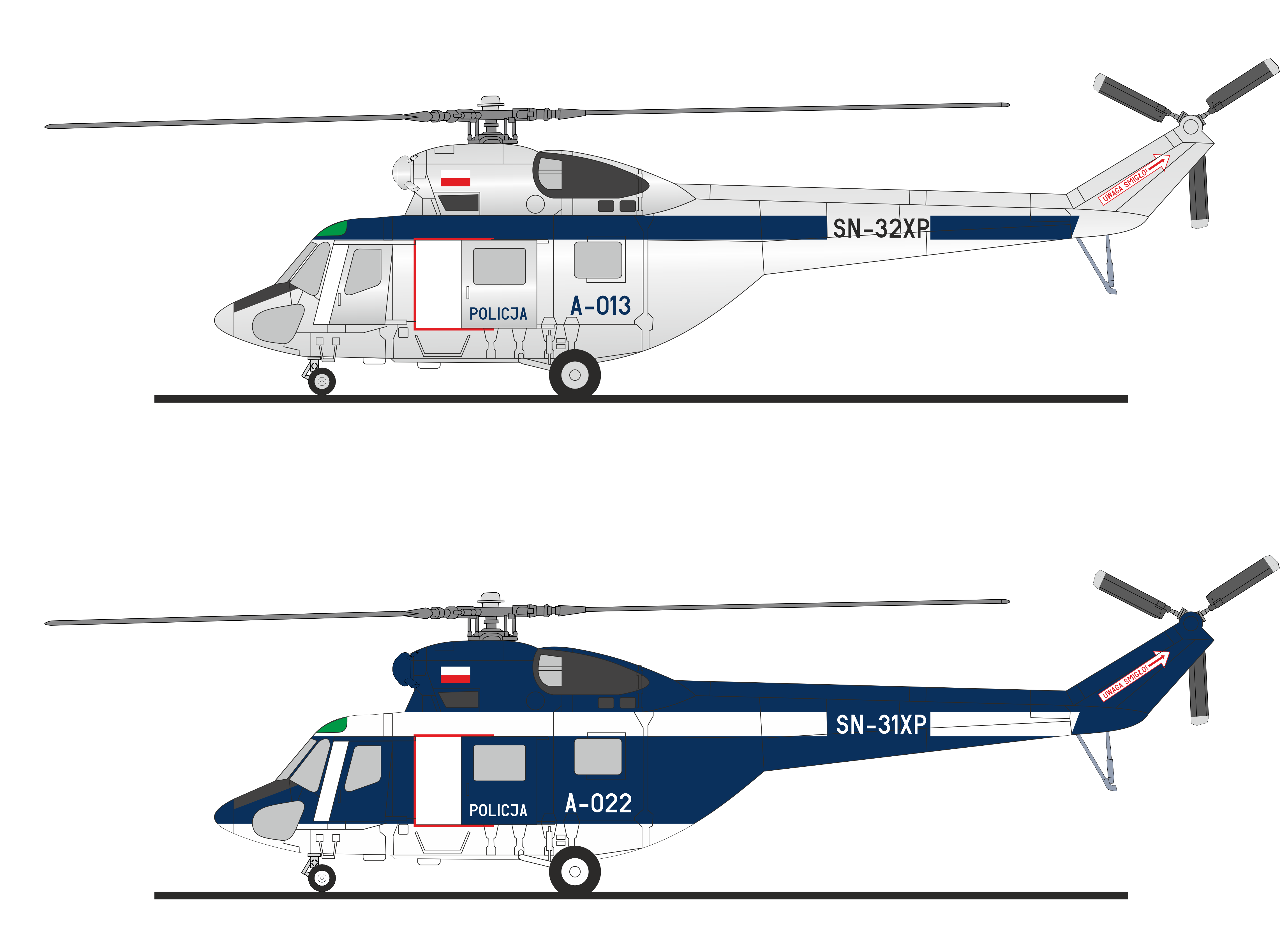
Схема маркування вертольота авіації поліції

| Тип                                            | К-сть  | Номери машин                             | Світлина | Призначення                                  | Зауваги |
| Літаки                                         | Літаки | Літаки                                   | Літаки   | Літаки                                       | Літаки |
| ---------------------------------------------- | ------ | ---------------------------------------- | -------- | -------------------------------------------- | --- |
| Aeroprakt A-22LS                               | 1      | SP-YDF                                   |          | патрульно-пошукове                           | Літак розбився у березні 2014 року внаслідок дій поліціянтів Любліна, пов'язаних із боротьбою з майновими злочинами. |
| Вертольоти                                     |        |                                          |          |                                              | |
| Mi-2 Plus                                      | 6      | зокр. SN-02XP, SN-05XP, SN-06XP, SN-08XP |          | патрульно-пошукове                           | Чотири вертольоти підтримуються у стані здатності до польотів, інші два підтримуються технічно справними до тієї міри, щоб змогти скористатися їхніми деталями як запчастинами для вертольотів, які в змозі літати.         |
| S-70i Black Hawk                               | 2/3    | зокр. SN-70XP                            |          | багатоцільові                                | Закуплені 2018 року вертольоти потраплять на баланс авіаційного управління Головного управління поліції та мають бути використані Бюро антитерористичних операцій для десанту, евакуації та швидкого пересування по країні. |
| Mi-8T                                          | 2      | SN-41XP, SN-42XP                         |          | транспортно-пасажирське                      | Вертольоти використовує Бюро антитерористичних операцій Головного управління поліції. |
| PZL Kania                                      | 2      | SN-51XP, SN-52XP                         |          | патрульно-пошукове                           | Нині вертольоти залишаються в законсервованому стані і відновлення їхньої експлуатації не планується |
| PZL W-3A Sokół                                 | 3      | SN-31XP, SN-32XP, SN-34XP                |          | патрульно-пошукове і транспортно-пасажирське | Вертоліт SN-34XP раніше належав Прикордонній службі та мав службове позначення SP-VSM. |
| Bell 206B JetRanger II Bell 206B3 JetRangerIII | 2      | SN-16XP, SN-17XP                         |          | патрульно-пошукове                           | |
| Bell 412HP                                     | 1      | SN-18XP                                  |          | пасажирське                                  | Вертоліт успадковано після ліквідованого 36-го Спеціального полку транспортної авіації. |